# Miss Univers 1974
Miss Univers 1974 est la 23e élection de Miss Univers. Elle s'est déroulée à Manille, aux Philippines, le 21 juillet 1974, et a été remportée par l'espagnole Amparo Muñoz, succédant à Margarita Moran, Miss Univers 1973. C'était la première fois que cette élection se déroulait en Asie. La cérémonie a eu lieu le matin, pour coïncider avec le fuseau horaire de la côte est des États-Unis. 
Les Philippines ont à nouveau accueilli le concours vingt ans plus tard, pour Miss Univers 1994.

## Jury
- Dana Andrews
- Edilson Cid Varela
- Peggy Fleming
- José Greco
- Kyoshi Hara
- Stirling Moss
- Alysa Pashi
- Carlos Peña Rómulo
- Leslie Uggams
- Jerry West
- Earl Wilson
- Gloria Diaz - Miss Univers 1969

## Résultats

### Classements
| Résultats finals  | Participante |
| ----------------- | --- |
| Miss Univers 1974 | - Espagne - Amparo Muñoz |
| 1re dauphine      | - Pays de Galles - Helen Elizabeth Morgan |
| 2e dauphine       | - Finlande - Johanna Raunio |
| 3e dauphine       | - Colombie - Ella Cecilia Escandon |
| 4e dauphine       | - Aruba - Maureen Ava Vieira |
| Top 12            | - Australie- Yasmin May Nagy - Angleterre - Kathleen Ann Anders - Inde - Shailini Bhavnath Dholakia - Panama - Jasmine Nereida Panay - Philippines - Guadalupe Sanchez - Porto Rico - Sonia María Stege Chardón - États-Unis - Karen Morrison |

### Prix spéciaux
| Prix                      | Participante                  |
| ------------------------- | ----------------------------- |
| Meilleur costume national | - Corée du Sud - Kim Jae-kyu  |
| Miss Congénialité         | - Islande - Anna Bjornsdóttir |
| Miss Photogénique         | - Finlande - Johanna Raunio   |
| Miss Top Model            | - France - Louise Le Calvez   |

### Ordre d'appel
| 1. Angleterre 2. Australie 3. Panama 4. Finlande 5. Espagne 6. États-Unis 7. Colombie 8. Pays de Galles 9. Inde 10. Aruba 11. Philippines 12. Porto Rico | 1. Espagne 2. Aruba 3. Pays de Galles 4. Finlande 5. Colombie |

## Candidates
| - Allemagne - Ursula Faustle - Angleterre - Kathleen Ann Celeste Anders - Argentine - Leonor Guggini Celmira - Aruba - Maureen Ava Vieira - Australie - Yasmin May Nagy - Autriche - Eveline Engleder - Bahamas - Agatha Elizabeth Watson - Belgique - Anne-Marie Sophie Sikorski - Bermudes - Joyce Ann De Rosa - Bolivie - Teresa Isabel Callau - Brésil - Sandra Guimaraes De Oliveira - Canada - Deborah Tone - Chili - Jeannette Rebecca Gonzalez - Colombie - Ella Cecilia Escandon Palacios - Corée du Sud - Kim Jae-kyu - Costa Rica - Rebeca Montagne - Chypre - Andri Tsangaridou - République dominicaine - Jacqueline Candina Cabrera - Écosse - Catherine Robertson - Curaçao - Catherine Adelle De Jongh - Espagne - Amparo Muñoz Quesada - États-Unis - Karen Jean Morrison - Finlande - Riitta Johanna Raunio - France - Louise Le Calvez - Grèce - Lena Kleopa - Guam - Elizabeth Clara Tenorio - Honduras - Etelinda Mejia Velasquez - Hong Kong - Jojo Cheung - Inde - Shailini Bhavnath Dholakia - Indonésie - Nia Kurniasi Ardikoesoema - Irlande - Yvonne Costelloe - Islande - Anna Bjornsdottir - Israël - Edna Levy | - Italie - Loretta Persichetti - Jamaïque - Lennox Anne Black - Japon - Eriko Tsuboi - Liban - Laudy Salim Ghabache - Liberia - Maria Yatta Johnson - Luxembourg - Giselle Anita Nicole Azzeri - Malaisie - Lily Chong - Malte - Josette Pace - Mexique - Guadalupe Del Carmen Elorriaga Valdez - Nicaragua - Fanny Duarte De Leon Tapia - Nouvelle-Zélande - Dianne Deborah Winyard - Panama - Jazmine Nereida Panay - Paraguay - Maria Angela Zulema Medina - Pays-Bas - Nicoline Maria Broeckx - Pays de Galles - Helen Elizabeth Morgan - Philippines - Guadalupe Cuerva Sanchez - Porto Rico - Sonia Maria Stege Chardon - Portugal - Anna Paula Machado Moura - Salvador - Ana Carlota Araujo - Sénégal - Thioro Thiam - Singapour - Angela Teo - Sri Lanka - Melani Irene Wijendra - Suède - Eva Christine Roempke - Suisse - Christine Lavanchy - Suriname - Bernadette Werners - Thaïlande - Benjamas Ponpasvijan - Trinité-et-Tobago - Stephanie Lee Pack - Turquie - Simiten Gakirgoz - Uruguay - Mirta Grazilla Rodriguez - Venezuela - Neyla Chiquinquira Moronta Sangronis - Îles Vierges des États-Unis - Thelma Yvonne Santiago - Yougoslavie - Nada Jovanovsky |

## Note sur le classement des pays
- 1re victoire pour l'Espagne grâce au sacre d'Amparo Muñoz.
- Les États-Unis sont classés pour la 17e année consécutive.
- L'Inde et les Philippines sont classées pour la 3e année consécutive.
- La Colombie et l'Espagne sont classées pour la 2e année consécutive.
- Le retour de l'Angleterre et de l'Australie depuis leur dernier classement lors de l'élection de Miss Univers 1972.
- Le retour de la Finlande et de Porto Rico depuis leur dernier classement lors de l'élection de Miss Univers 1971.
- Le retour du Pays de Galles depuis son dernier classement lors de l'élection de Miss Univers 1967.
- Le retour de Panama depuis son dernier classement lors de l'élection de Miss Univers 1954.
- 1er classement pour Aruba.